# Transição presidencial de Barack Obama
A transição presidencial de Barack Obama teve início em 4 de novembro de 2008, com sua vitória nas Eleições presidenciais de 2008, quando se tornou Presidente-eleito dos Estados Unidos. Obama foi formalmente eleito pelo Colégio Eleitoral em 15 de dezembro de 2008. Os resultados foram certificados por uma sessão conjunta do Congresso em 8 de janeiro de 2009, e o período de transição foi encerrado no ato de sua posse presidencial, em 20 de janeiro de 2009.

## Organização

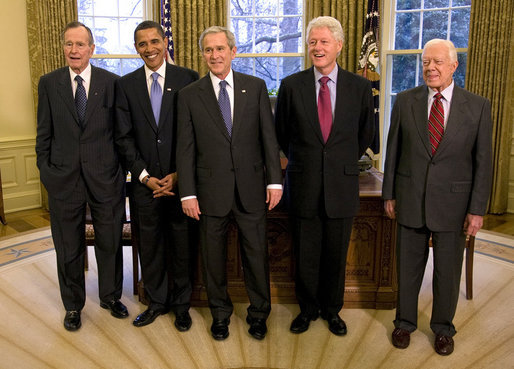
Da esquerda para a direita: George H. W. Bush, o Presidente-eleito Barack Obama, o Presidente George W. Bush, Bill Clinton e Jimmy Carter em reunião no Salão Oval, em 2009.

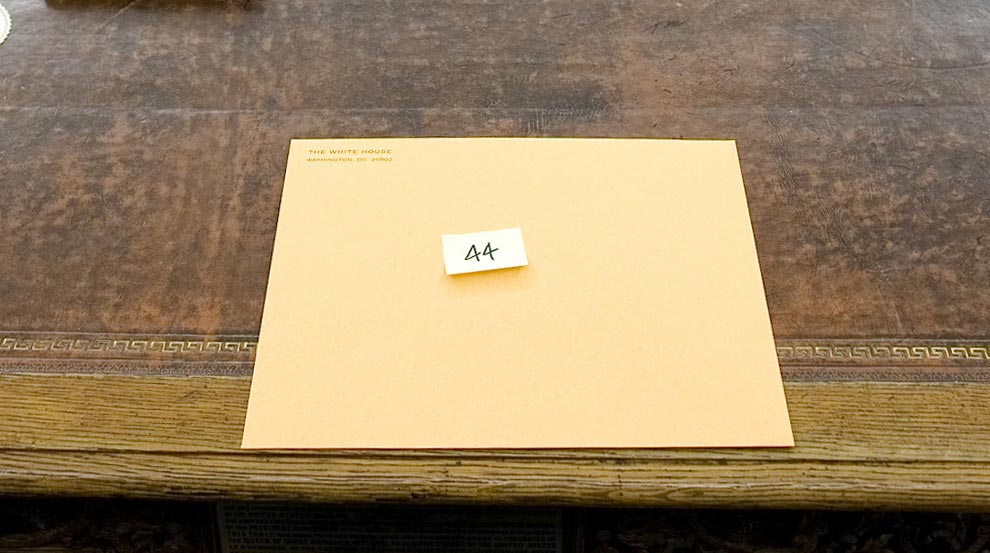
Seguindo uma longa tradição presidencial, George W. Bush deixou uma carta a Barack Obama sobre a Mesa do Resolute.

A organização da transição de Obama foi chamada "Projeto de Transição Obama-Biden". A equipe de transição foi definida durante a campanha, muito antes dos resultados, visando preparação para uma potencial administração. A equipe foi co-chefiada por John Podesta, que havia sido o último Chefe de Gabinete de Bill Clinton; Valerie Jarrett, uma das mais antigas conselheiras políticas de Obama; e Pete Rouse, antigo chefe de assessoria do senador Tom Daschle.
Em 5 de novembro, a Administração de Serviços Gerais declarou Obama como "o vencedor aparente", tornando-o elegível para receber fundos de transição e outros serviços do governo, e garantindo-lhe acesso às instalações do comitê de transição em Washington, D.C. Podesta estimou que a transição presidencial iria gerar aproximadamente 450 postos de trabalho e um orçamento de 12 milhões de dólares: 5,2 milhões seriam pagos pelo governo federal e os 6,8 milhões de dólares restantes seriam oriundos de fontes privadas. O projeto de transição não aceitaria recursos de comitês políticos de ação ou lobistas federais.

### Equipe de transição
Em 5 de novembro, Obama anunciou sua equipe de transição completa, que foi organizada como uma fundação sem interesses lucrativos. O conselho adjunto foi formado por Carol Browner, William M. Daley, Christopher Edley, Michael Froman, Julius Genachowski, Donald Gips, Janet Napolitano, Federico Peña, Susan Rice, Sonal Shah, Mark Gitenstein e Ted Kaufman.
A equipe de transição foi composta por:
- Chris Lu – Diretor-executivo
- Dan Pfeiffer – Diretor de comunicações
- Stephanie Cutter – Porta-voz
- Robert Gibbs - Secretário de imprensa[11]
- Cassandra Butts – Conselheiro-geral
- Jim Messina – Diretor de pessoal
- Patrick Gaspard – Diretor de pessoal associado
- Christine A. Varney - Conselheiro pessoal
- Melody Barnes – Co-diretor de agência
- Lisa Brown – Co-diretor de agência
- Phil Schiliro – Diretor de Relações com o Congresso
- Michael Strautmanis – Diretor de Assuntos Intergovernamentais
- Katy Kale – Co-diretor de operações
- Brad Kiley – Co-diretor de operações

## Atividades como Presidente-eleito

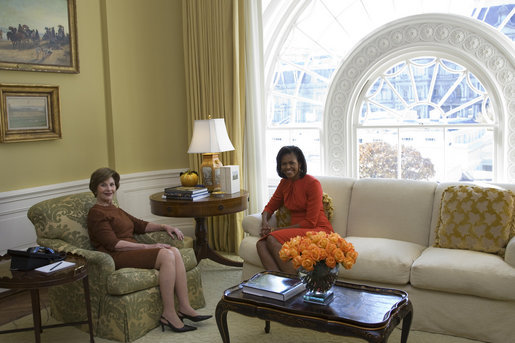
A então Primeira-dama, Laura Bush, recebe Michelle Obama na Casa Branca durante visita do Presidente-eleito Barack Obama, em novembro de 2008.

### Administração Bush
Em meados de outubro, a administração Bush reuniu um conselho de coordenação com a equipe do Presidente-eleito. O jornal The New York Times noticiou que o Chefe de Gabinete Joshua Bolten planejava convocar seu antecessor, Andrew Card, para supervisionar as negociações. Em 6 de novembro, Obama recebeu seu primeiro relatório de inteligência do Conselho de Segurança Nacional e da Agência Central de Inteligência.
George W. Bush convidou Obama a participar da 1ª reunião de cúpula do G20, de 15 a 20 de novembro. No entanto, a equipe de transição de Obama decidiu enviar Jim Leach e Madeleine Albright como representantes às delegações estrangeiras. Havia também a expectativa de que Obama discursasse numa cimeira das Nações Unidas na Polônia sobre aquecimento global ou enviasse Al Gore como representante.
Em 10 de novembro, Barack Obama visitou a Casa Branca e reuniu-se com George W. Bush para discutir questões da transição, enquanto a Primeira-dama Laura Bush recebeu Michelle Obama para uma visita à residência oficial. A NBC News divulgou a notícia de que Obama havia incentivado Bush a passar um pacote de estímulos antes de sua retirada do governo. Segundo a mesma fonte, Obama teria ainda falado sobre acelerar a liberação de 25 bilhões em fundos à indústria automobilística e comentou sua preocupação com a questão imobiliária diante da crise financeira.

### Renúncia ao Senado
À época de suas vitórias eleitorais, Barack Obama e Joe Biden eram senadores pelos estados de Illinois e Delaware, respectivamente. De acordo com o Artigo Primeiro, Seção 6 da Constituição dos Estados Unidos, ambos necessitavam de renunciar aos respectivos cargos no Senado até o dia 20 de janeiro de 2009, o dia da posse, para assumirem como Presidente e Vice-presidente dos Estados Unidos.
Obama efetivou sua renúncia ao Senado em 16 de novembro de 2008. Inicialmente, pensou-se que um suplente seria nomeado por Rod Blagojevich. Já que seu mandato expiraria em janeiro de 2011, não haveria a necessidade de nomeação especial. Contudo, em 9 de dezembro de 2008, a questão sobre a sucessão de Obama no Senado entrou em polêmicas devido a prisão de Blagojevich sob acusações de corrupção, que incluíam alegadas tentativas de negociar a nomeação. Blagojevich foi liberado sob fiança e manteve seu cargo como governador do Illinois e permaneceu como nomeador do sucessor de Obama. Inúmeros democratas, entre os quais o senador Dick Durbin, requereram o estabelecimento de uma data especial para a nomeação junto à Assembleia Geral do Illinois. Blaglojevich nomeou Roland Burris para a vaga deixada por Barack Obama.

## Nomeações de governo
Trinta e um dos nomeados para a equipe de transição já havia ocupado cargos na Administração Clinton, incluindo John Podesta, o Chefe de Gabinete Rahm Emanuel e Ron Klain.
Obama teve longas conferências de imprensa como Presidente-eleito para anunciar suas nomeações ao gabinete do futuro governo. Obama apresentou os nomeados e ocasionalmente respondeu questões da imprensa em torno da economia do país e das severidades da Guerra do Afeganistão.
As nomeações de Lawrence Summers e Timothy F. Geithner para cargos de economia foram criticadas, uma vez que suas linhas econômicas estavam envoltas nas preliminares da Crise financeira de 2008. Summers era um defensor da desregulação de derivativos, assim como Alan Greenspan e Robert Rupin, e durante sua transição ao Departamento do Tesouro, o "Ato Glass-Steagall" foi rejeitado. Geithner, por sua vez, foi criticado por suas falhas em honrar dívidas.
A nomeação de Eric Holder para Procurador-geral levantou algumas questões, devido seu papel no julgamento de Marc Rich durante a presidência de Bill Clinton.
Durante a sua primeira conferência de imprensa como Presidente-eleito, em 7 de novembro, Obama comentou sobre as supostas sessões espíritas promovidas pela ex-Primeira-dama Nancy Reagan na Casa Branca, o que ganhou ampla atenção da mídia. Após sua "primeira gafe", Obama desculpou-se publicamente pelo comentário irônico.

### Gabinete presidencial

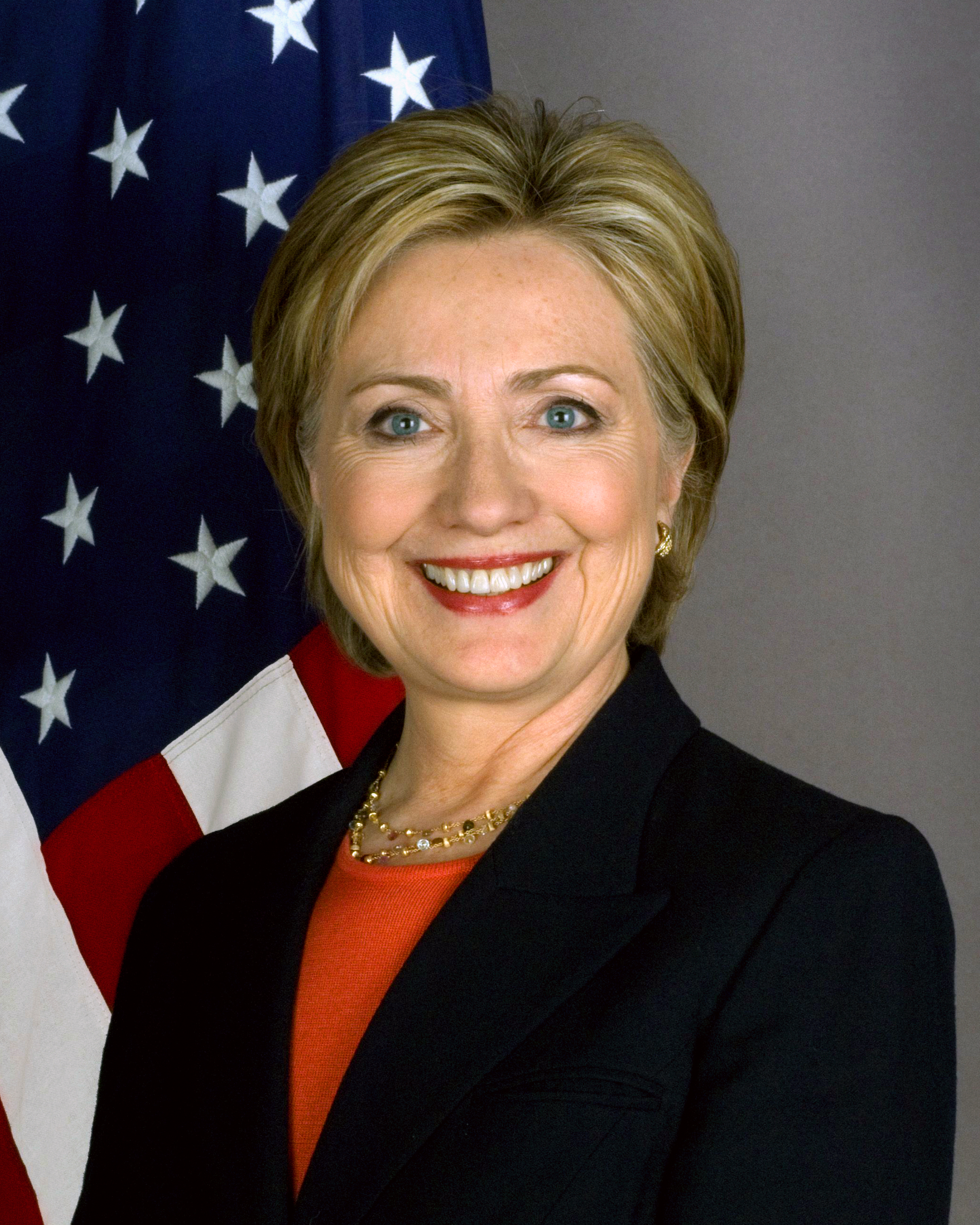
Hillary Clinton Secretária de Estado
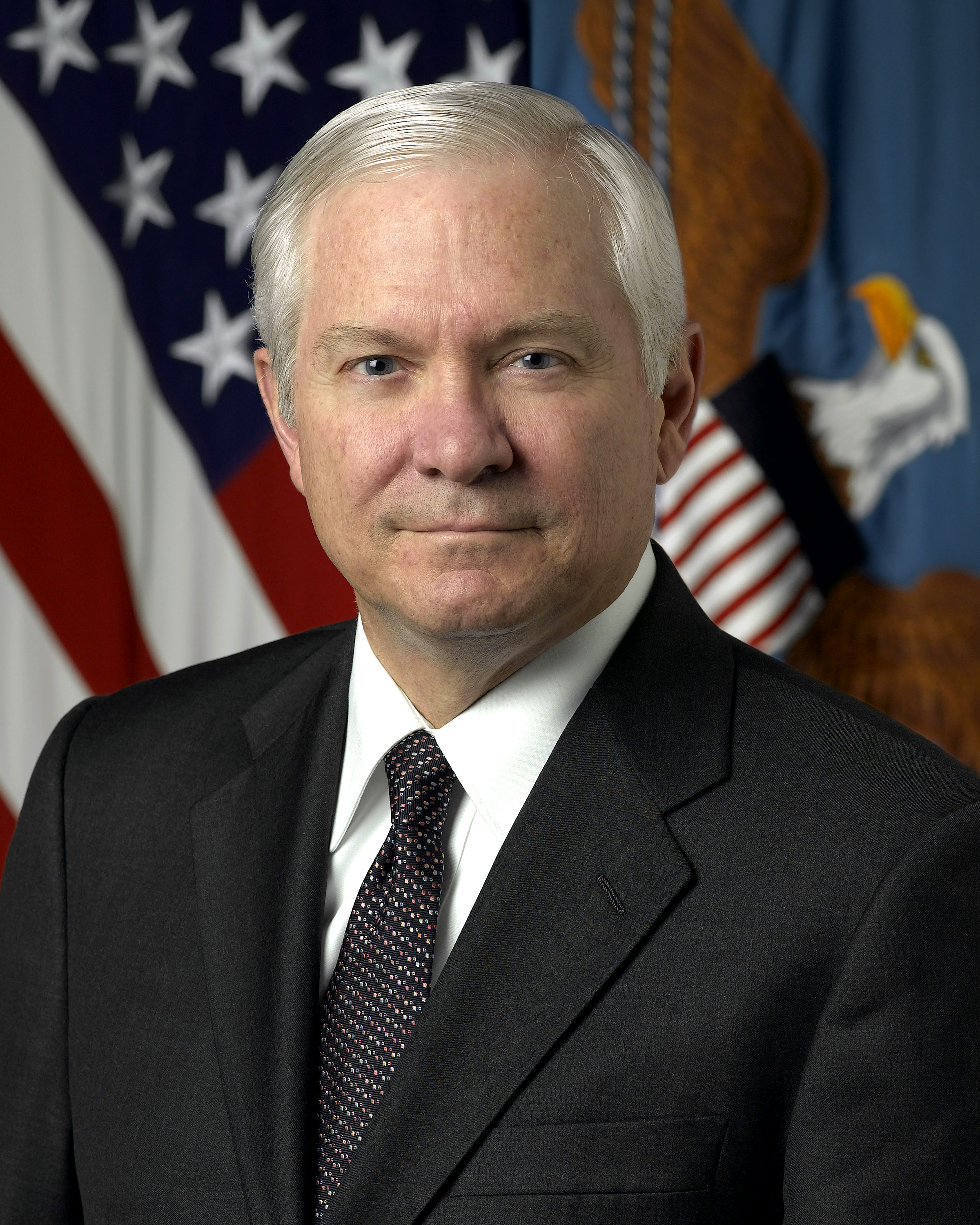
Robert Gates Secretário de Defesa
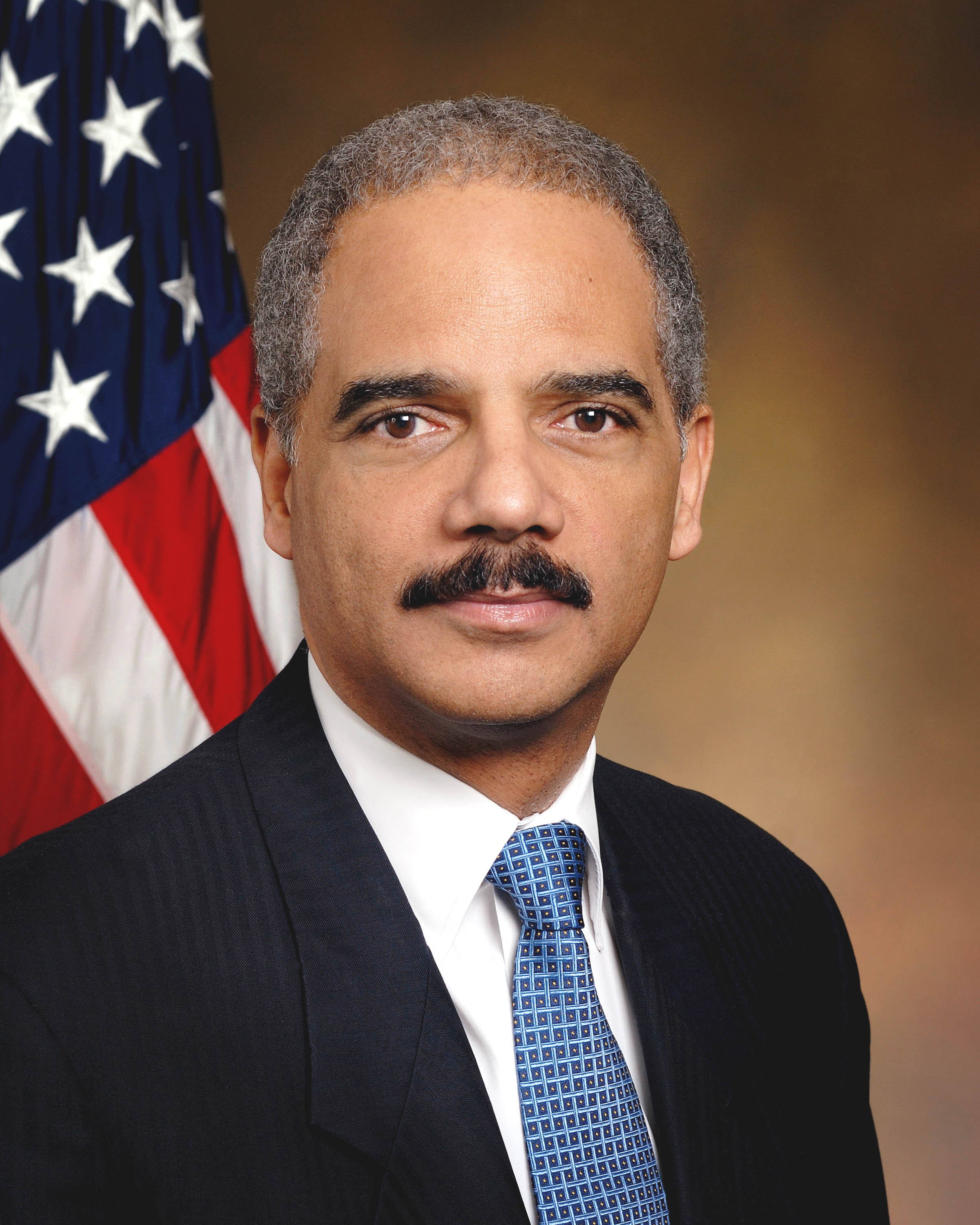
Eric Holder Procurador-geral
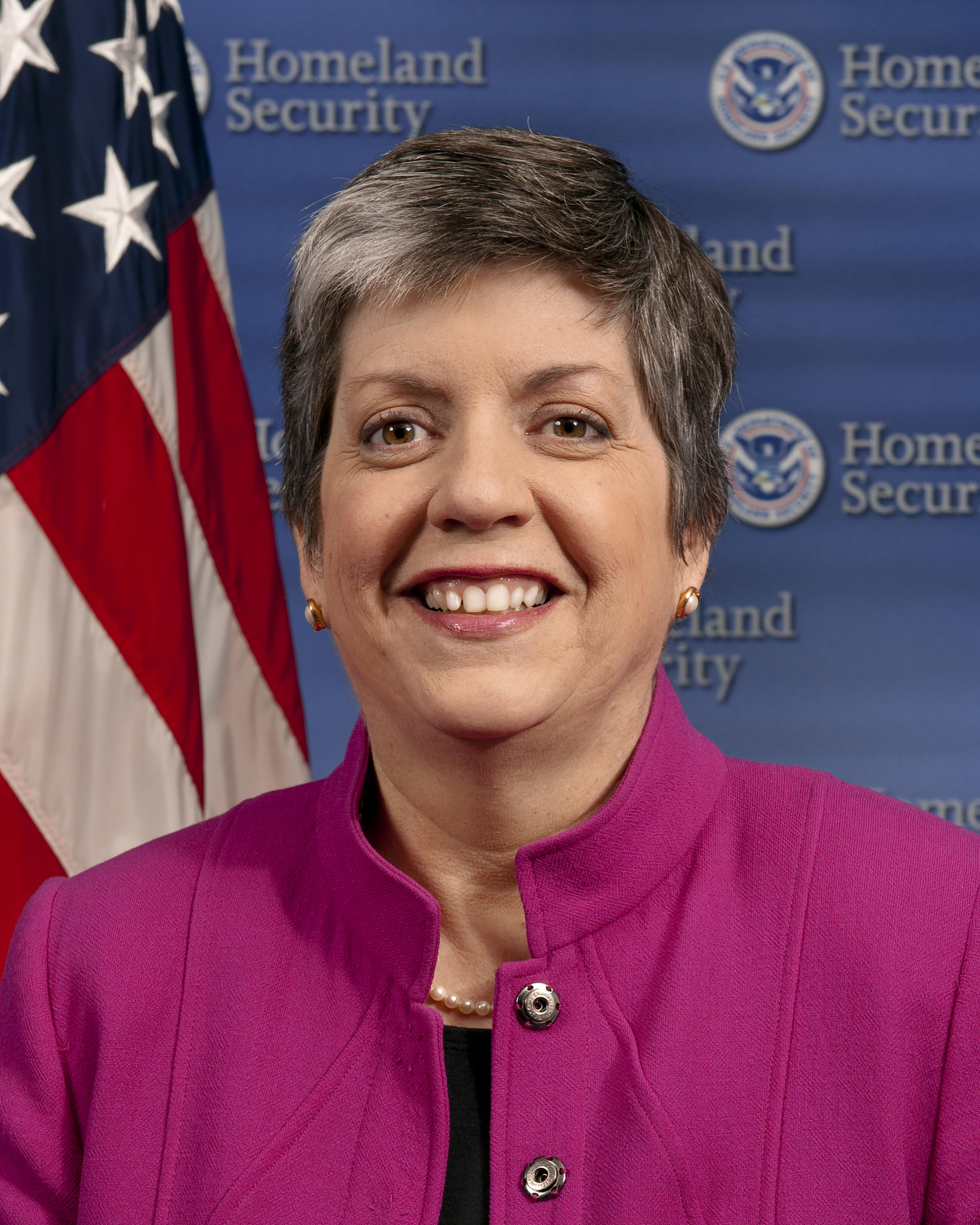
Janet Napolitano Secretária de Segurança Interna
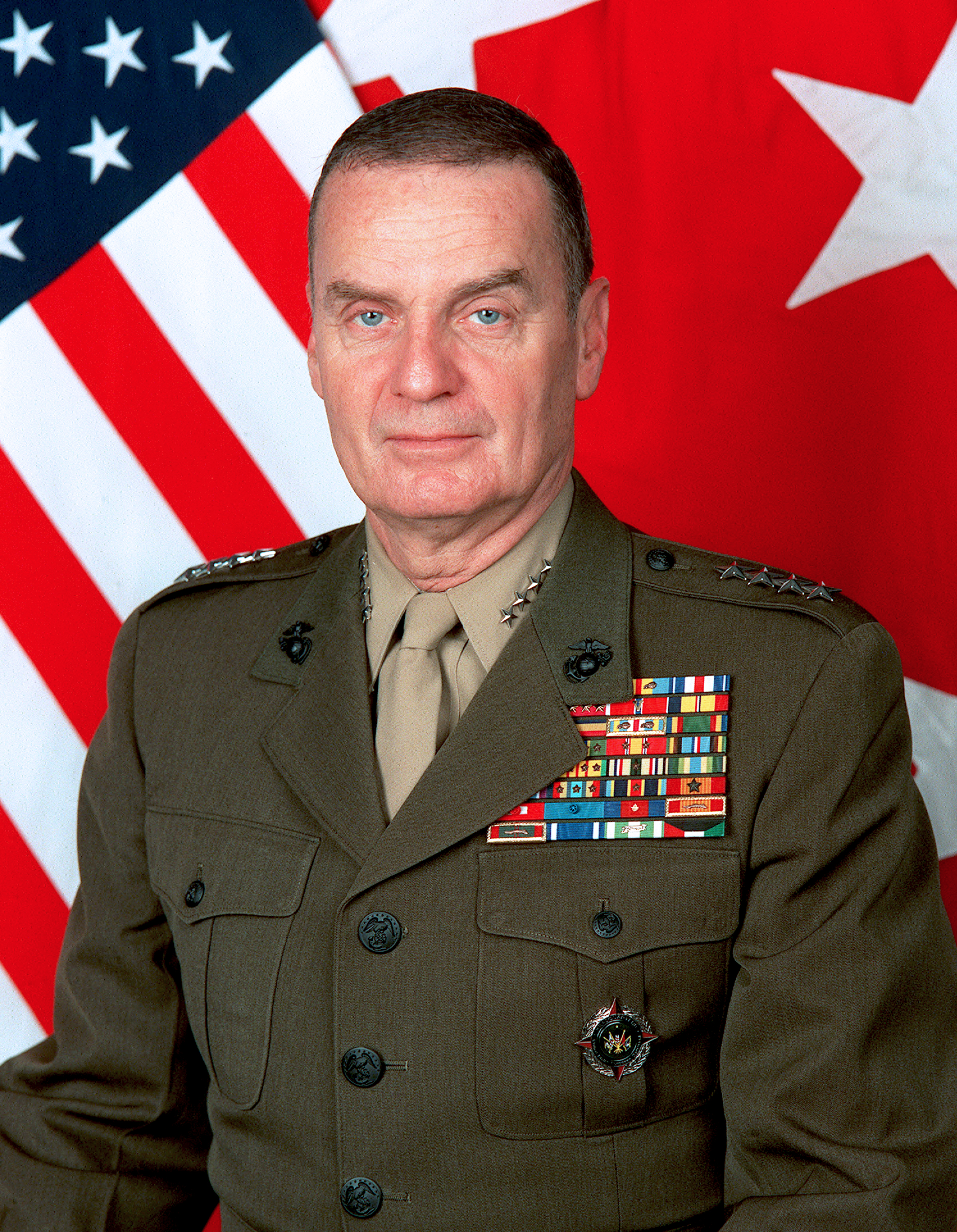
James L. Jones Conselheiro de Segurança Nacional
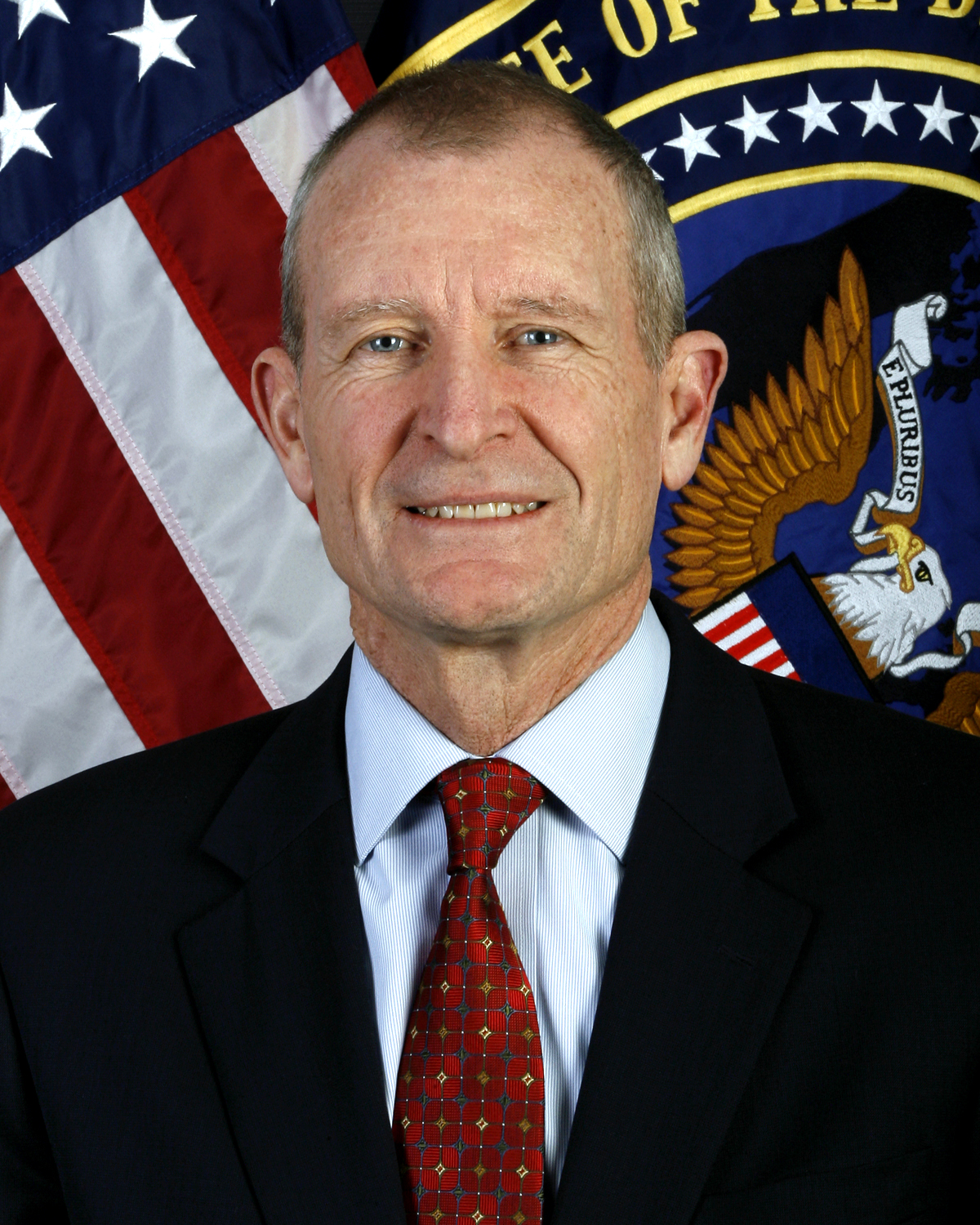
Dennis Blair Diretor de Inteligência Central
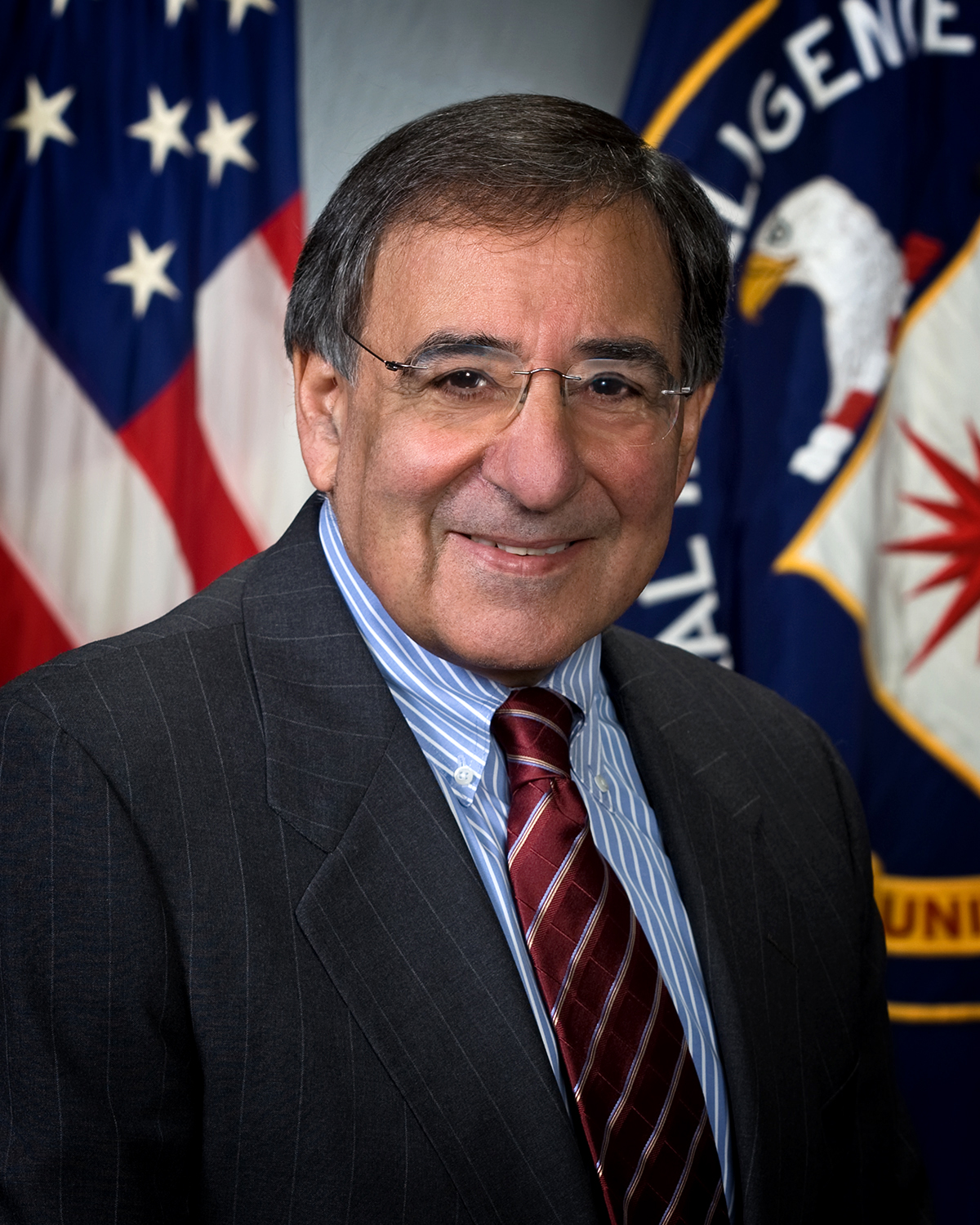
Leon Panetta Diretor da Agência Central de Inteligência
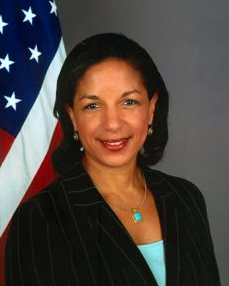
Susan Rice Embaixador às Nações Unidas

Houve uma recusa, do Governador do Novo México Bill Richardson, a quem Obama havia nomeado como Secretário do Comércio. O governo de Richardson é atualmente alvo de investigações por corrupção; defendo que sua administração não foi culpada por atos de improbidade, o governador recusou a nomeação para evitar um eventual prolongamento dos processos. O cargo foi ocupado por Gary Locke.
Obama nomeou Tim Kaine como novo diretor do Comitê Nacional Democrata, sucedendo Howard Dean que possuía intrigas passadas com membros do seu gabinete. Kaine, no entanto, decidiu terminar regularmente seu mandato como Governador da Virgínia em janeiro de 2010.
Obama nomeou Aneesh Chopra como Chefe Oficial de Tecnologia dos Estados Unidos, Vivek Kundra como Chefe de Informação e Jeffrey Zients como Chefe de Performance e vice-diretor do Escritório de Gerenciamento e Orçamento.
A nomeação de Leon Panetta como Diretor da CIA recebeu múltiplas reações, sendo que alguns especialistas da área de inteligência alegaram a falta de experiência de Panetta no ramo; enquanto outros apoiaram abertamente a nomeação.
Assuntos internos

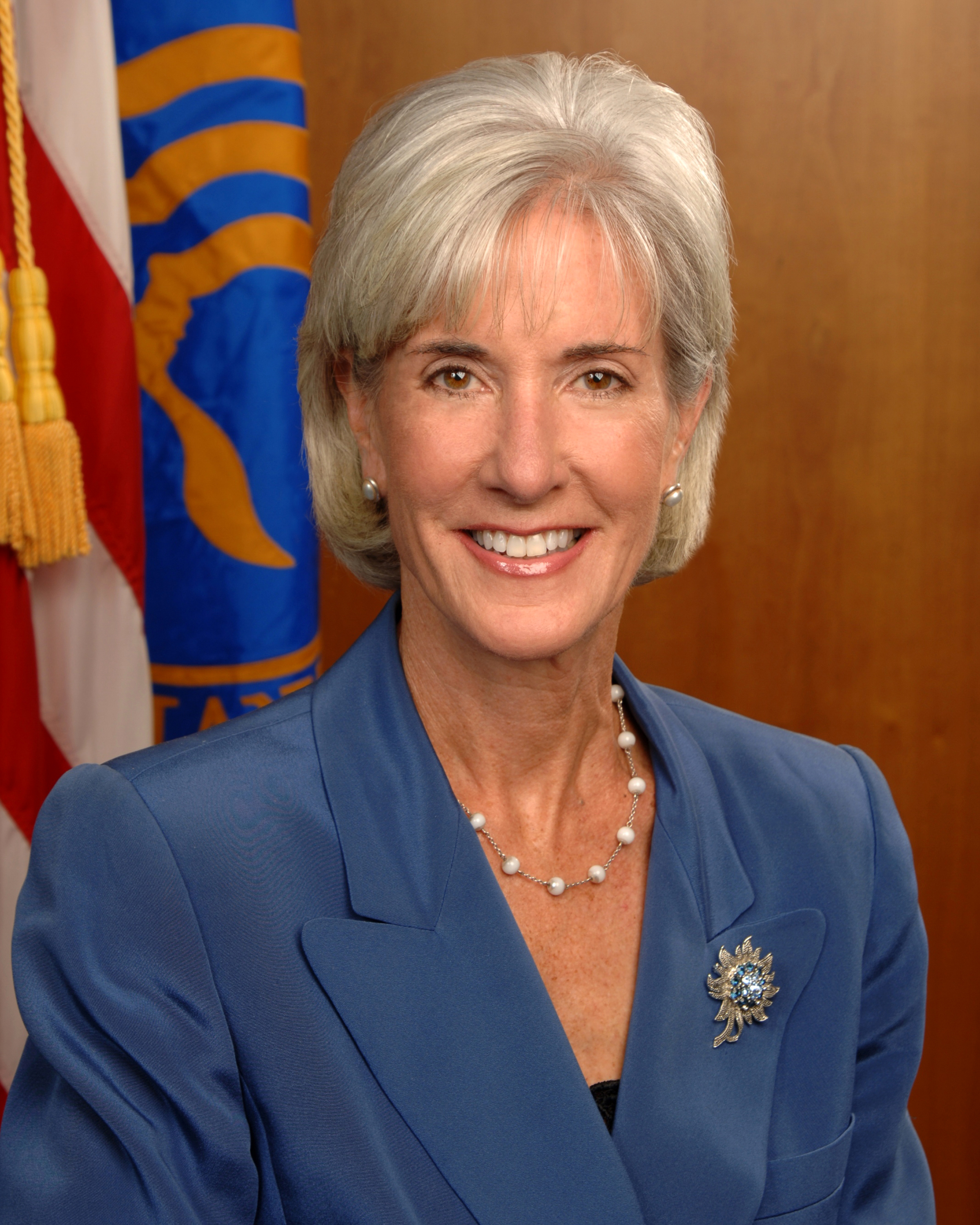
Kathleen Sebelius Secretária de Saúde e Serviços Humanos
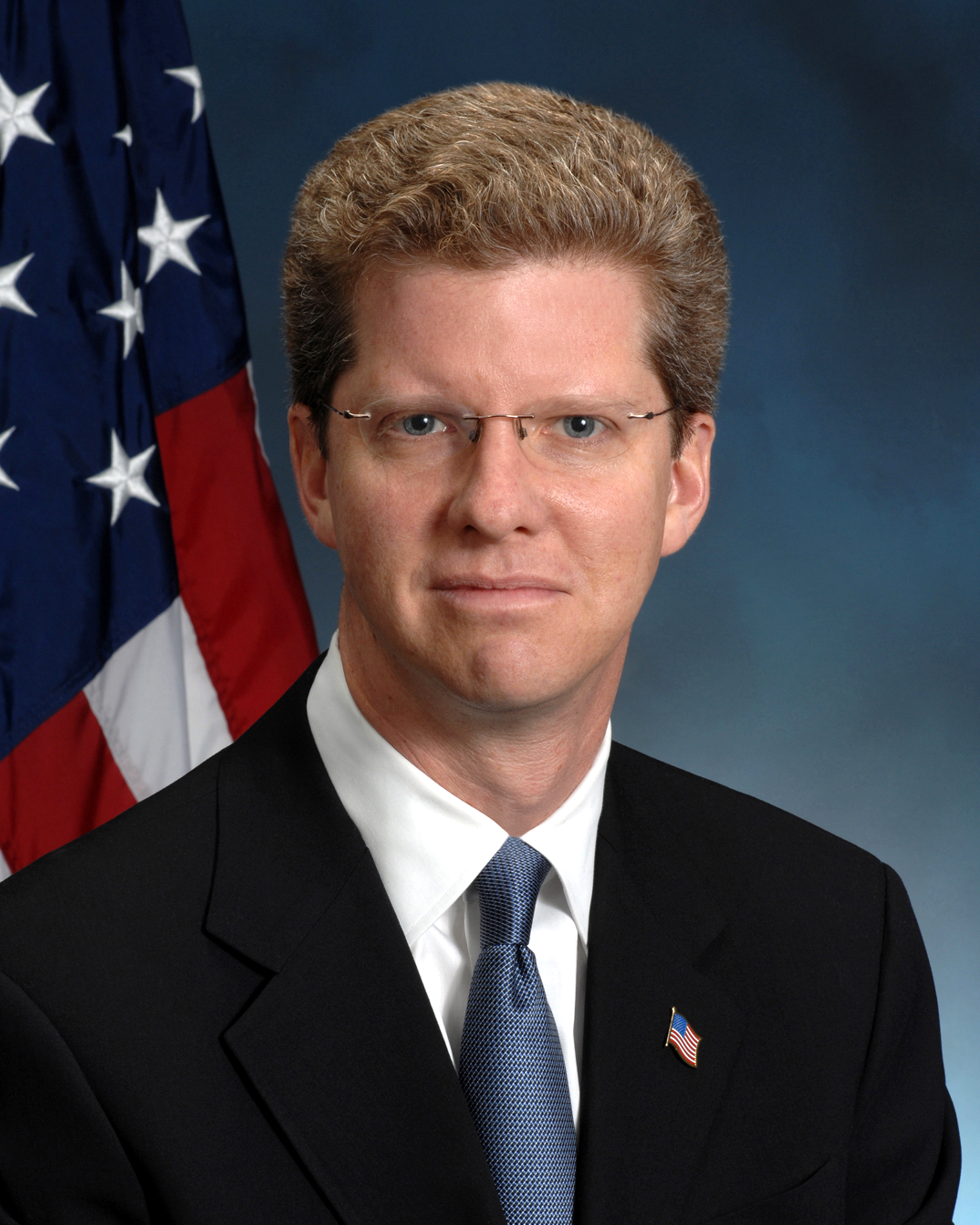
Shaun Donovan Secretário de Habitação
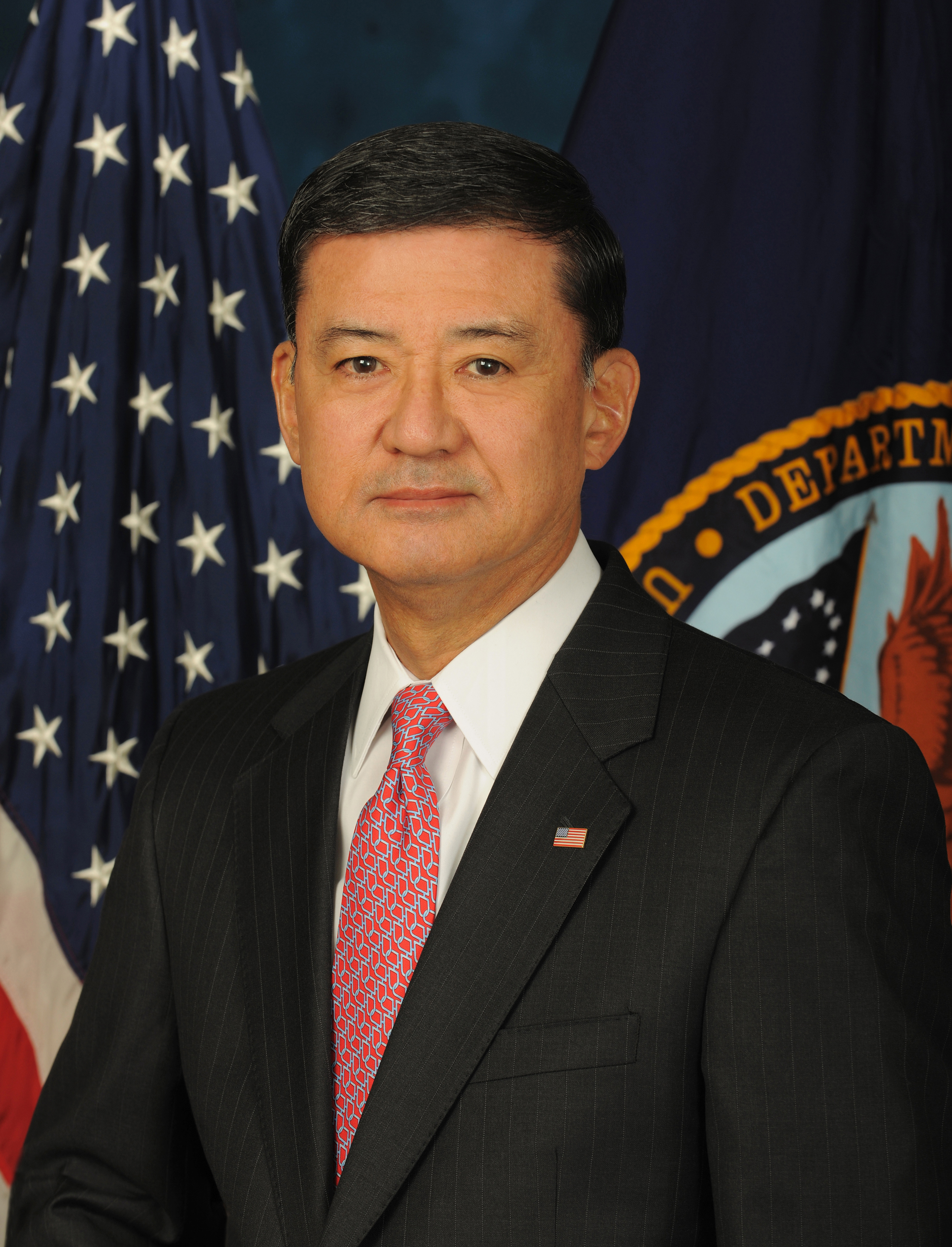
Eric Shinseki Secretário de Assuntos dos Veteranos
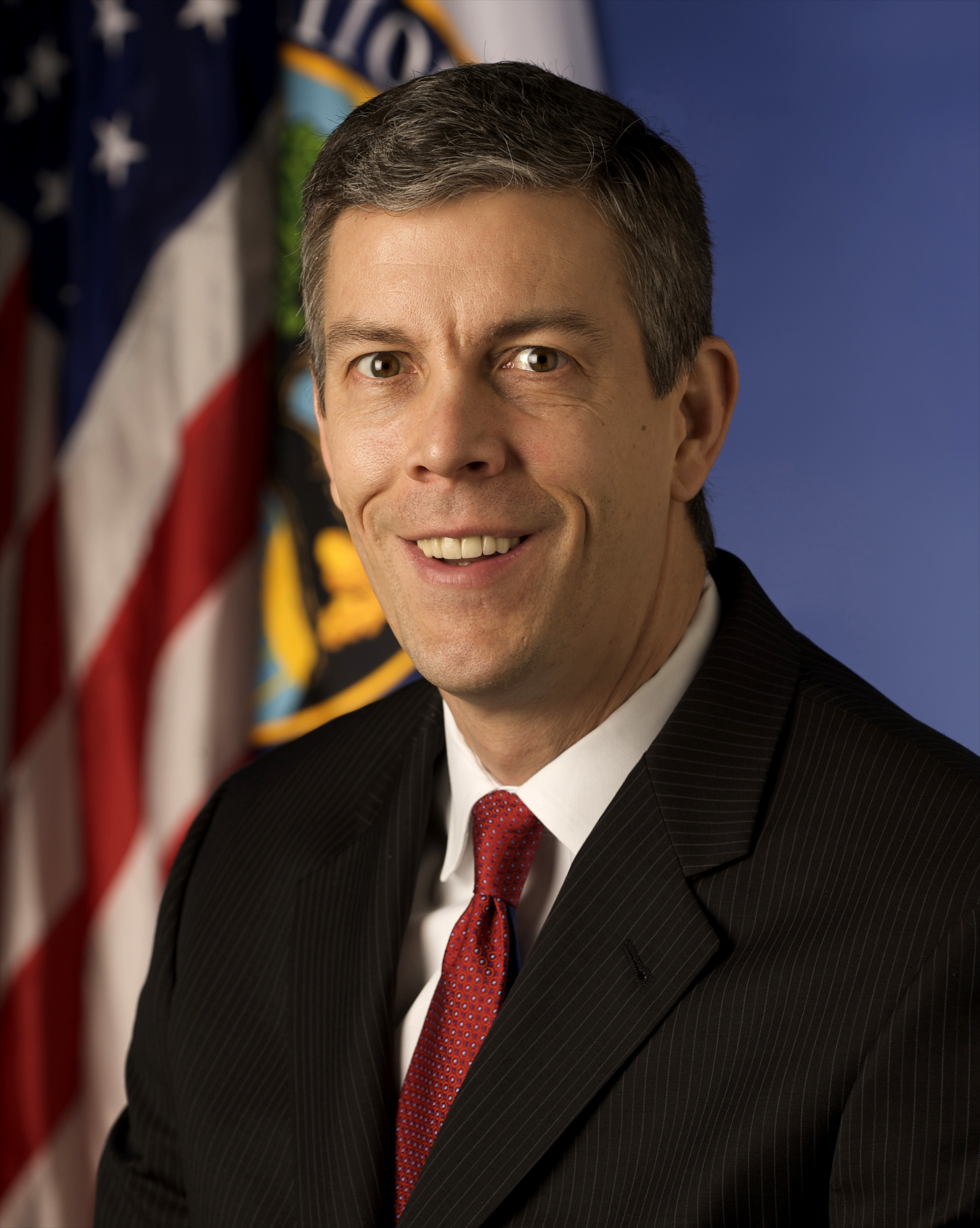
Arne Duncan Secretária de Educação
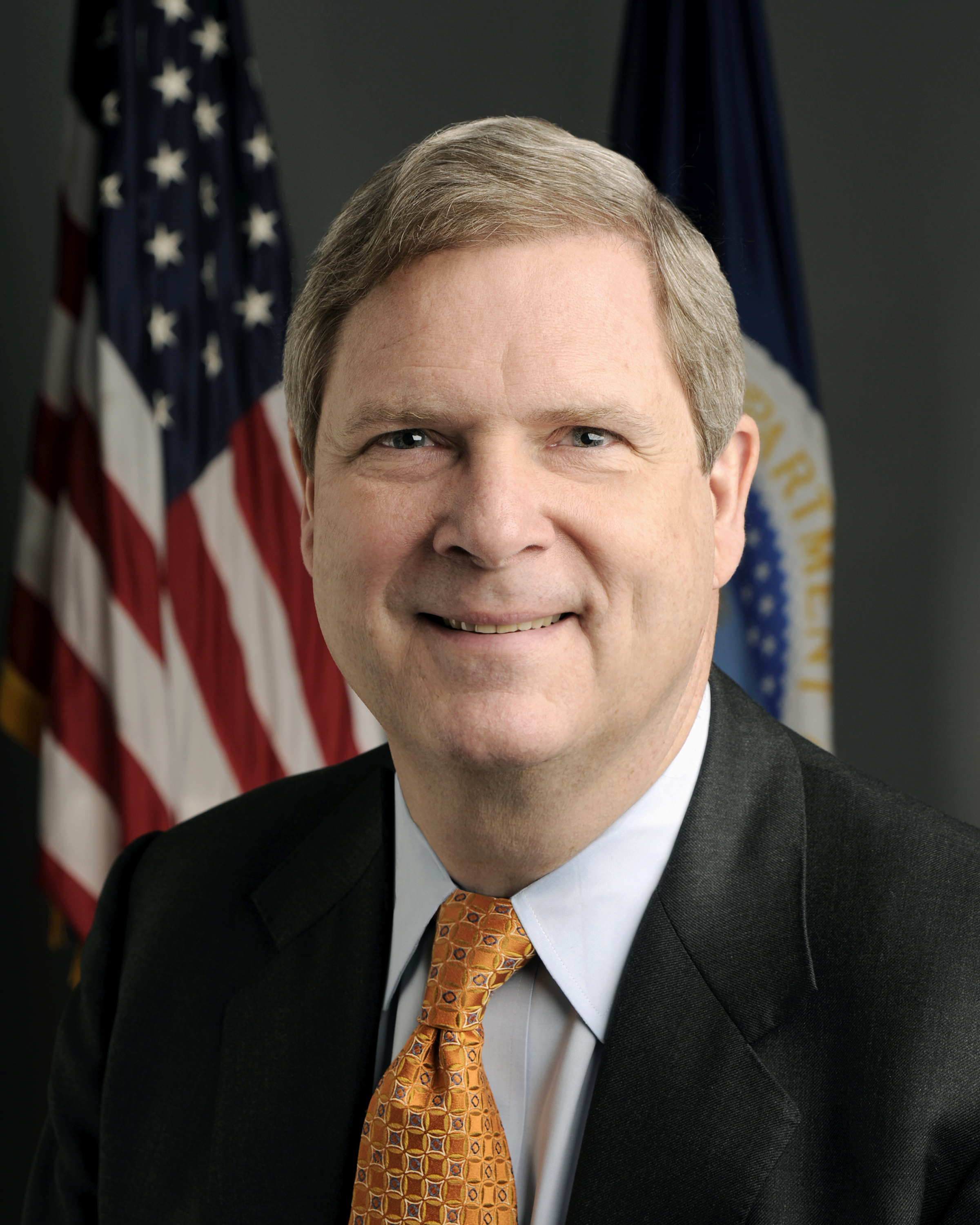
Tom Vilsack Secretário de Agricultura
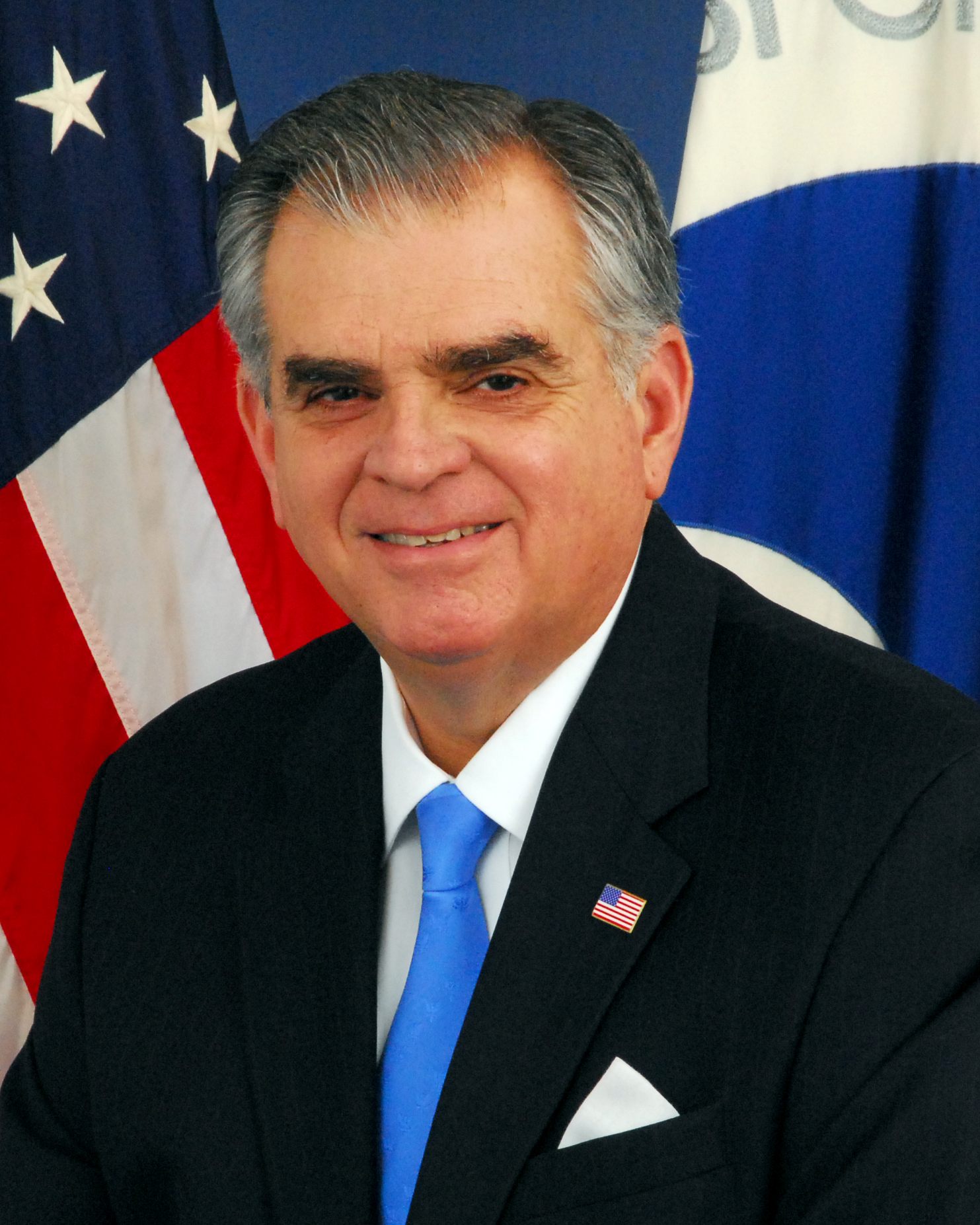
Ray LaHood Secretário dos Transportes
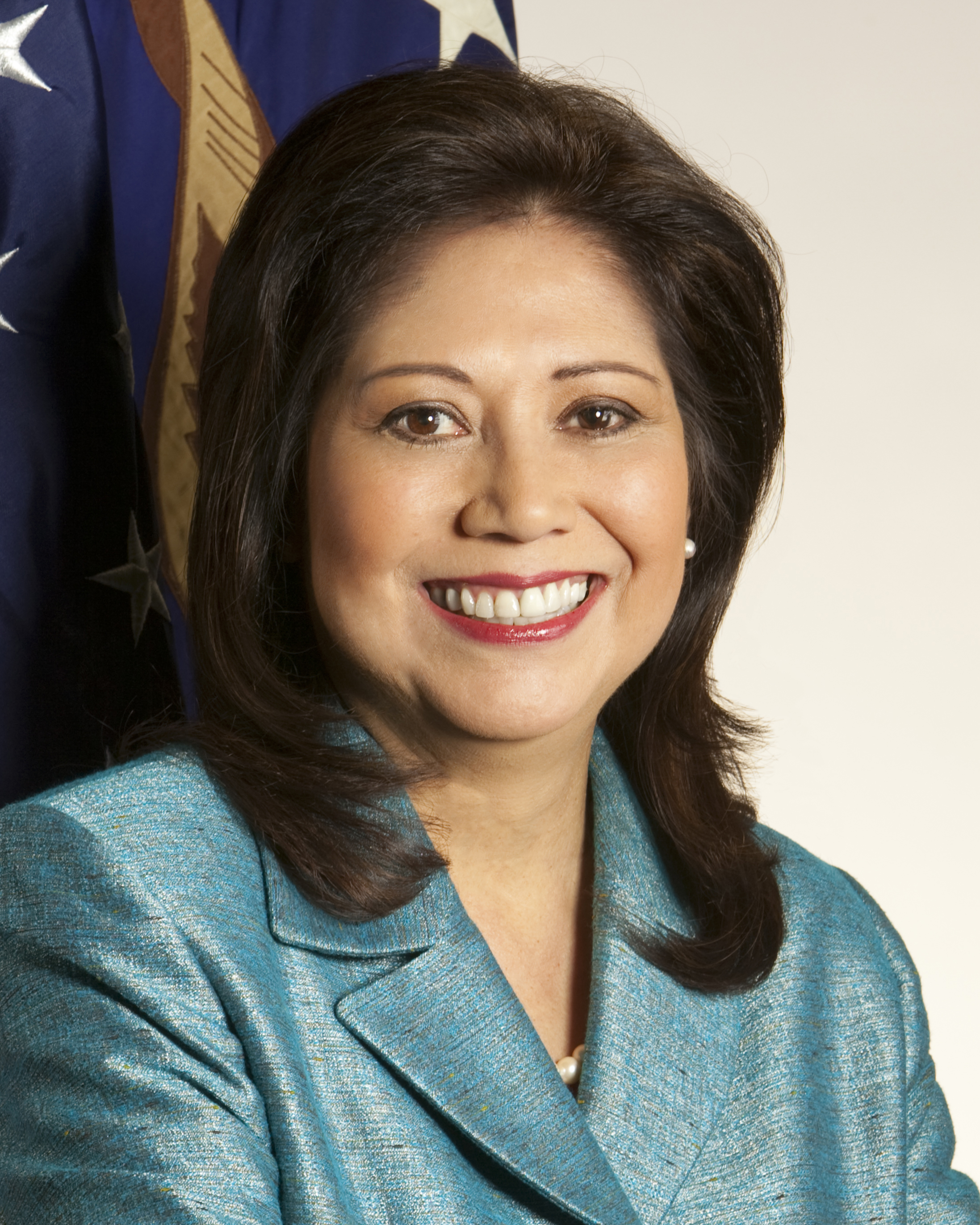
Hilda Solis Secretária do Trabalho
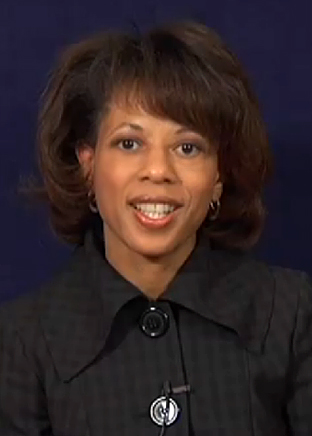
Melody Barnes Diretora, Conselho de Política Interna
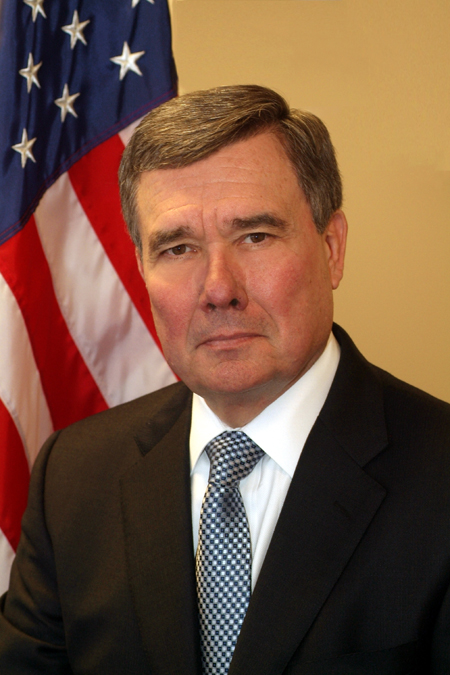
Gil Kerlikowske Diretor, Política Nacional de Drogas

Assuntos externos e Segurança Nacional
- Hillary Clinton
Secretária de Estado[39]
- Robert Gates
Secretário de Defesa[39]
- Eric Holder
Procurador-geral[39]
- Janet Napolitano
Secretária de Segurança Interna[39]
- James L. Jones
Conselheiro de Segurança Nacional[39]
- Dennis Blair
Diretor de Inteligência Central
- Leon Panetta
Diretor da Agência Central de Inteligência
- Susan Rice
Embaixador às Nações Unidas[40]